# 中山大学博物馆
中山大学博物馆为中山大学校级博物馆，2019年11月13日在中山大学广州校区南校园动工建设，2024年11月9日開館。

## 主体建筑
中山大学博物馆主体建筑位于中山大学广州校区南校园中轴线西侧，乙丑进士牌坊与八角亭旁，与中轴线东侧的中山大学图书馆遥相呼应，形成东西中轴对称。博物馆占地面积约1.1万平方米，总建筑面积32791.1平方米，地上三层，地下二层。中山大学博物馆在外观设计上拟延续中山大学康乐园早期建筑群的风格，建筑立面运用红砖绿瓦以及中大传统建筑中窗、墙、柱、顶等代表性元素，体现了中大的建筑特色和内涵，与周边建筑相呼应、相协调。同时，还将岭南建筑式样融入其中，运用拱券形成岭南建筑特有的室内外过渡空间，蕴含地方文化特色。

## 功能
中山大学博物馆将整合中山大学现有的生物博物馆、人类学博物馆、地质矿物博物馆、孙中山纪念馆以及校史研究中心等机构，成为集生物学、人类学、地质学、校史等为一体的综合性博物馆。主要用于中山大学校史的展示以及本校各类藏品的收藏、展示和传播，服务全校教学科研，促进大学文化建设。

## 馆长
中山大学博物馆第一任馆长为原中山大学哲学系教授、广州大学原副校长徐俊忠。